# Stonkers
Stonkers — компьтерная игра в жанре стратегия в реальном времени. Игра считается первой в данном жанре. Она была написана и опубликована для ZX Spectrum компанией Imagine Software в 1983 году. Сценарий игры был разработан Д. Х. Лоусоном и Джоном Гибсоном, запрограммирована Джоном Гибсоном, графику нарисовал Пол Линдейл.

## Игровой процесс

Снимок экрана из Stonkers

Stonkers управляется с помощью клавиатуры или джойстика. Игрок управляет пехотой, артиллерией, танками и грузовиками снабжения. Во время движения юниты тратят энергию, и, чтобы пополнить её, нужно использовать снабженческие единицы, которые должны двигаться в то же самое место. Единицы снабжения пополняются всякий раз, когда в порт заходит корабль. Информация о происходящих событиях отображается в бегущей строке внизу экрана.
В программе было множество ошибок, и ранние версии падали после нескольких минут игры. Но несмотря на это, игра получила награду «лучший варгейм» от журнала CRASH в 1984 году.
В некоторых сетевых сообществах фанатов ZX Spectrum Stonkers превратилась в мем: когда кто-то пытается узнать неизвестное или забытое название игры, то неизбежно получает ответ «Это точно не Stonkers».